# Arverne (Queens)
Pour les articles homonymes, voir Arverne.
Arverne est un quartier de New York situé dans l'arrondissement du Queens au sud-ouest de Long Island, situé sur la péninsule de Rockaway.

## Etymologie
Arverne a initialement été  développé par l'avocat et promoteur immobilier Remington Vernam (en), dont la signature, « R. Vernam », a inspiré le nom du quartier.

## Situation
Arverne est situé dans le Queens Community Board 14, sur la péninsule de Rockaway qui isole la Jamaica Bay de l'Océan Atlantique. Il s'étend de la Beach 54e rue à la Beach 79e rue, le long de son artère principale, Beach Channel Drive, également connue sous le nom de Rev. Joseph H. May Drive et son code postal est 11692. Il est patrouillé par le 100e arrondissement du département de la police de la ville de New York.